# Барбаринац
Барбаринац је острво у Хрватској. Налази се у Каштеланском заливу. Површина острва износи 6278 m² што га чини највећим острвом у Каштеланском заливу. Острво је ненасељено.

## Име и историја
Постоје теорије да је добио име по светој Барбари, али и да је добио име из изведенице од италијанске речи barba=брада. Ова друга теорија има више присталица. Током историје користе се и нека друга имена док је ово познато од 19. века.
На острву су нађени комадићи венецијанске керамике из античког доба, а претпоставља се да се на њему налазио светионик из античких времена који је показивао улаз у луку велике Салоне.